# Andrea Piccolomini Todeschini

Stemma Piccolomini Todeschini

Andrea Piccolomini Todeschini (Sarteano o Siena, 1445 – Siena, settembre 1505) è stato un nobile e politico italiano.

## Biografia

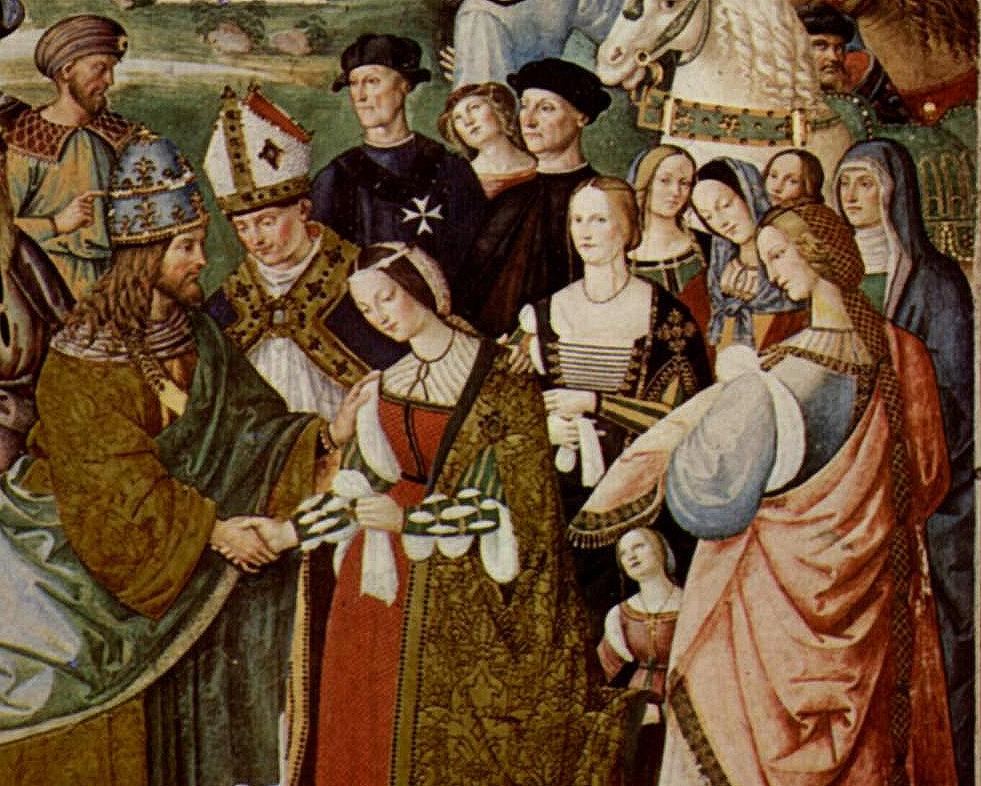
Pinturicchio, Agnese Farnese e Andrea Piccolomini Todeschini

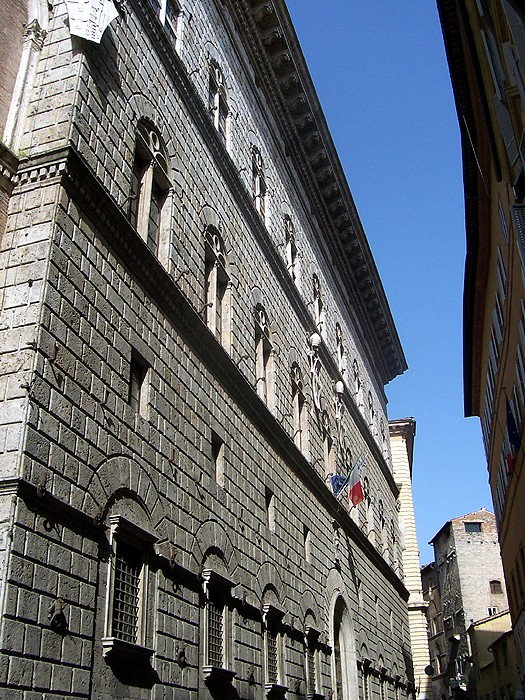
Palazzo Piccolomini (Siena)

Andrea nacque nel 1445 da Laudomia Piccolomini, sorella del futuro papa Pio II, e Nanni Todeschini da Sarteano. Il luogo di nascita non è certo.
Aveva un temperamento diverso rispetto ai fratelli Giacomo e Antonio, non era un soldato ed è molto probabile che amasse la letteratura.
La vita di Andrea e dei fratelli Antonio, Francesco e Giacomo fu fortemente plasmata dall'ascesa al soglio pontificio di Enea Silvio Piccolomini. La famiglia trasse largamente vantaggio dal pontificato di Pio II e dal conseguente reinserimento nei diritti politici di Siena attraverso l'ammissione al Monte del Popolo. Il papa aveva previsto anche che i nipoti svolgessero un ruolo importante nella vita pubblica, e lo realizzò grazie anche a matrimoni importanti. Andrea sposò nel gennaio 1475 Agnese Farnese, figlia di Gabriele Francesco di Ranuccio e di Isabella Orsini, dalla quale ebbe sette figli. È probabile che i suoi discendenti abbiano la più alta concentrazione di collegamenti pontifici.
Enea Silvio gli concesse con bolla del 18 luglio 1463 il possesso del palazzo edificato in Pienza, a cui si aggiunse il patrocinio della cattedrale di questa comunità. Andrea e suo fratello Giacomo ricevettero da Pio II il governo indiviso della Vicaria di Camporsevoli nella diocesi di Chiusi, di cui presero possesso nel 1464. Nello stesso anno lo zio papa Pio II ricevette per lui dal re di Napoli Ferrante d'Aragona la signoria del Giglio e di Castiglione della Pescaia e il titolo di marchese di questi paesi. Come donazione di Antonio, rilevò il castello di Castiglion Rocchette e, grazie ad un'altra donazione, assunse la proprietà di tutte le proprietà che Antonio possedeva nel senese. Re Ferdinando II d'Aragona lo nominò cavaliere dell'Ordine di Santiago.
Andrea fu, tra l'altro, uno dei finanziatori della famiglia per gli affreschi del Pinturicchio nella biblioteca Piccolomini. L'artista ci ha tramandato, nella decorazione pittorica raffigurante Enea Silvio, vescovo di Siena, che presenta Eleonora d'Aragona all'imperatore Federico III, la sua immagine, che si scorge alle spalle della consorte Agnese, con il corpetto a righe bianche e nere e della figlia maggiore Montanina, nelle vesti di damigella, che sorregge le vesti della principessa aragonese.
Dopo la sua morte, la figlia minore Vittoria dovette sposare il figlio di Petrucci, Borghese. 

## Carriera politica
Andrea dovette affrontare uno dei momenti più difficili della repubblica di Siena. Attribuito al Monte dei Gentiluomini, come il resto della famiglia, affrontò lo strapotere di Pandolfo Petrucci, che più tardi divenne signore di Siena.
L'attività politica iniziò nel luglio 1468 quando fu inviato al duca di Milano, Galeazzo Maria Sforza, in occasione del suo matrimonio con Bona di Savoia. Fu poi ambasciatore presso il re di Napoli (1471). Nell'estate del 1477 fu commissario senese in Valdichiana e poi presso il conte Antonio da Montefeltro; nel bimestre novembre – dicembre 1479 fu Capitano del Popolo. Dopo di che, il suo ruolo politico divenne più intenso. 
Negli anni successivi Piccolomini fu più volte alla balìa: nel bimestre novembre–dicembre 1482, due volte nel 1483 e ancora due volte nel 1486. Per due mandati fu anche capitano del Popolo (1482 e 1486). Nel 1483 tentò insieme a Bartolomeo di Landuccio, il cardinale Cybo, inviato da Sisto IV per pacificare Siena, la decisione di lasciare la città dopo il fallimento del suo mandato. In questi anni Piccolomini, insieme al fratello Francesco  (cardinale e arcivescovo), fu un autorevole rappresentante del Monte di Popolo e fu spesso chiamato a mediare.
Nel 1487, in previsione di disordini, dovette lasciare la città e rifugiarsi nel castello di Castelrosi presso il fratello, il cardinale Francesco. Il 22 luglio 1487 i Noveschi tornarono trionfalmente a Siena e riorganizzarono lo stato. Sembra certo che il cardinale Francesco, entrato a Siena il 24 luglio 1487 accompagnato da Andrea, partecipò al colpo di Stato e contribuì a ristabilire il nuovo equilibrio all'interno delle istituzioni. Gli storici accettano quindi di attribuire al Piccolomini un'autorità politica riconosciuta. Tra gli esuli di ritorno c'era Pandolfo Petrucci, capo dei Noveschi, che presto sarebbe stato a capo del governo.
Andrea prese parte alla vita politica e pubblica fino alla sua morte nel settembre 1505.